# 6 км (блокпост)
6 км — залізничний блокпост та пасажирський зупинний пункт Лиманської дирекції Донецької залізниці.
Розташований поблизу с. Іванопілля, Краматорський район, Донецької області. Платформа розташована на лінії Ясинувата — Костянтинівка між станціями Плещіївка (2 км) та Костянтинівка (6 км).
Відомі також інші назви зупинного пункту: Іванопілля, Шляховий пост 6 км, Чорноморський парк
На залізничній платформі зупиняються приміські поїзди.